# Clifford Stein
Cet article concerne un informaticien. Pour le cinéaste, voir Clifford Stine.
Clifford Seth Stein, né le 14 décembre 1965, est un informaticien théoricien, professeur de génie industriel et de recherche opérationnelle à l'université Columbia de New York, où il est travaille également au département d'informatique.

## Carrière scientifique
Stein obtient Bachelor of Engineering (en) à l'université de Princeton en 1987, un M. Sc. au MIT en 1989,et un Ph. D. en 1992, également au  MIT avec une thèse intitulée Approximation algorithms for multicommodity flow and shop scheduling problems., sous la direction de David Bernard Shmoys. Stein est d'abord pendant neuf ans assistant et professeur associé au Dartmouth College à New Hampshire, puis professeur à l'Université Columbia où il dirige de 2008 à 2013 le département de génie industriel et de recherche opérationnelle.

## Travaux
Stein travaille en conception et analyse des algorithmes, optimisation combinatoire, recherche opérationnelle, algorithmique des réseaux, planification, génie algorithmique et bio-informatique.
Stein a aussi des activités éditoriales, dans les comités de rédaction des revues scientifiques ACM Transactions on Algorithms, Mathematical Programming, Journal of Algorithms, SIAM Journal on Discrete Mathematics et Operations Research Letters.

## Prix et distinctions
- National Science Foundation CAREER Awards (en)[3]
- Alfred Sloan Research Fellowship 1999[4].
- Karen Wetterhahn Award for Distinguished Creative or Scholarly Achievement.
- Doctorat honoris causa de l'université d'Oslo, mai 2010.

## Ouvrages
- Introduction to Algorithms, avec Thomas H. Cormen, Charles E. Leiserson  et Ronald Rivest, manuel qui a été traduit en huit langues.
- Discrete Mathematics for Computer Scientists, avec Robert L. Drysdale et Kenneth P. Bogart, Addison-Wesley, 2011,  (ISBN 978-0-13-212271-9), un manuel d'enseignement au niveau licence.